# Jean Baptiste De Landtsheer
Pour les articles homonymes, voir De Landtsheer.
Jean Baptiste De Landtsheer, né à Bruxelles le 18 septembre 1797 et mort dans la même ville le 9 janvier 1874, est un peintre belge connu pour ses peintures d'histoire, ses sujets religieux, ses scènes de genre et ses portraits.
Au Salon de Bruxelles de 1842, il obtient une médaille de vermeil. Les Musées royaux des Beaux-Arts de Belgique et le Musée des Beaux-Arts de Gand, conservent chacun une peinture d'histoire de l'artiste.

## Biographie

### Famille
Jean Baptiste De Landtsheer, né chaussée de Laeken à Bruxelles le 18 septembre 1797, est le fils du peintre Jean De Landtsheer (1750-1828) et de Marie Catherine Saen, mariés à Bruxelles le 7 janvier 1786. Jean Baptiste De Landtsheer se marie à Bruxelles le 5 mai 1830 avec Marie Henriette Wauwermans, née à Bruxelles le 21 décembre 1801.

### Formation
En 1814, Jean Baptiste De Landtsheer est étudiant à l'Académie royale des beaux-arts de Bruxelles et également l'élève de son père. Il est aussi, en 1824, l'un des élèves de l'atelier de François-Joseph Navez. Grâce à une pension octroyée par la Société royale des Beaux-Arts de Bruxelles en 1825, il se perfectionne à Paris, où il fréquente l'atelier du peintre Antoine-Jean Gros. En octobre 1826 il se rend en Italie, où il demeure durant deux ans, essentiellement à Rome.

### Carrière
Pour la première fois, Jean Baptiste De Landtsheer expose au Salon de Gand de 1820. Le tableau est une peinture d'histoire représentant Godefroy de Bouillon. Ensuite, jusqu'en 1854, il expose régulièrement aux salons triennaux belges et à six Expositions des maîtres vivants aux Pays-Bas. Il obtient une médaille de vermeil au Salon de Bruxelles de 1842 grâce à Grétry, enfant de chœur, complimenté par le chapitre de la Collégiale Saint-Denis de Liège.
En septembre 1828, de retour à Bruxelles, Jean Baptiste De Landtsheer succède à son père, dont il avait appris la mort lors de sa formation à Rome, comme professeur à l'Académie royale des beaux-arts de Bruxelles, où il commence une carrière professorale jusqu'en 1863. 
Jean Baptiste De Landtsheer meurt, à l'âge de 76 ans, place du Samedi no 6 à Bruxelles, le 9 janvier 1874.

## Œuvre

### Caractéristiques

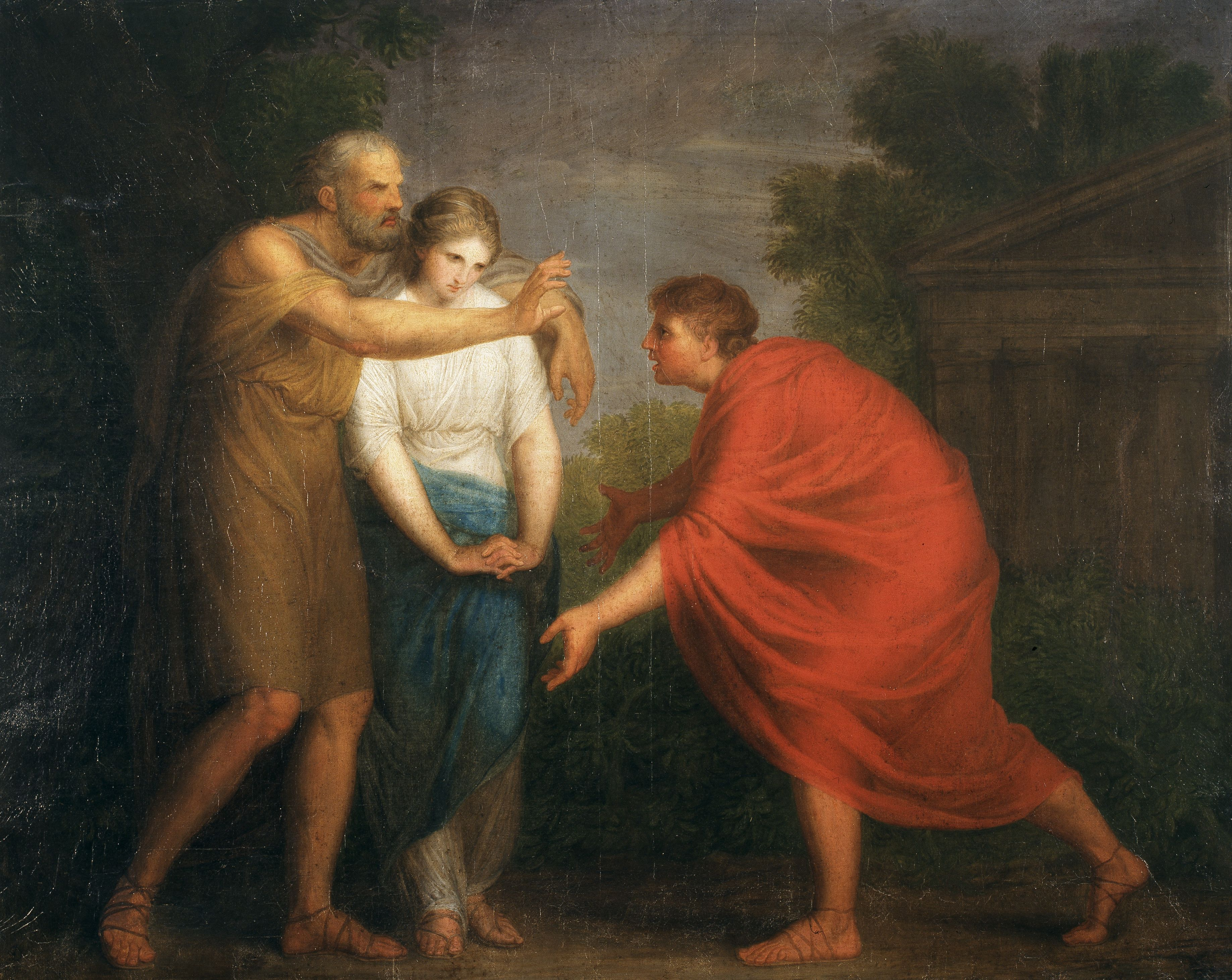
Œdipe accompagné de sa fille Antigone maudit son fils Polynice, conservé au Musée des Beaux-Arts de Gand.

Le champ pictural de Jean Baptiste De Landtsheer inclut les peintures d'histoire, les sujets religieux, les scènes de genre et les portraits,.
Au Salon de Bruxelles de 1836, le critique d'art Louis Alvin juge favorablement la scène de genre de Jean Baptiste De Landtsheer La Fête de Dieghem : « Il y a sans doute beaucoup à louer dans la plupart des personnages de [ce tableau]. Son charlatan a un geste et une expression bien vrais. La jeune fille qui se fait arracher une dent, les spectateurs ébahis, composent un tableau piquant ».
Au Salon de Bruxelles de 1842, Grétry, enfant de chœur, complimenté par le chapitre de la Collégiale Saint-Denis de Liège, vaut une médaille de vermeil à Jean Baptiste De Landtsheer. Le critique Eugène Landoy trouve peu de qualités au tableau : « Quelques qualiités, deux ou trois jolies têtes et des étoffes bien traitées ne sauraient en compenser les défauts, ni justifier la préférence dont il a été l'objet. L'anatomie de certaines parties n'est pas très heureuse. Les traits de la figure de Grétry ne sont pas ensemble. On cherche inutilement sous les vêtements les corps qu'ils sont sensés couvrir. » Eugène Landoy écrit également quelques lignes au sujet de Le Chasseur et la laitière, une scène de genre exposée au même salon : « Cette composition n'est pas neuve, et cette exécution maniérée, ce dessin peu correct, ne rachète pas ce qui lui manque d'originalité. Au fond est une planche habillée en garde-chasse. »
En 1843, l'Institut des beaux-arts de Bruxelles acquiert Les Dangers d'un feu ouvert, œuvre de Jean-Baptiste De Landtsheer.

### Expositions

#### Belgique

##### 1820 - 1834
- Salon de Gand (XI) de 1820 : Pendant que Godefroi de Bouillon offrait ses prières accoutumées au dieu des armées, un ange lui apparaît[5].
- Salon de Bruxelles de 1821 : Portrait d'un artiste[11].
- Salon d'Anvers de 1822 : Le Baptême de Clorinde par Tancrède[12].
- Salon de Gand (XII) de 1823 : Un mendiant accompagné d'une pauvre fille, Une mendiante accompagnée d'un pauvre garçon et L'Atelier d'un peintre, le modèle s'apprête à poser[13].
- Salon de Bruxelles de 1824 : Une jeune fille tenant à la main un billet doux est surprise par sa mère et par l'époux qu'elle lui destine et Un portrait de femme[14].
- Salon de Bruxelles de 1827 : Une Sainte Famille et Romulus et Rémus, trouvés par le berger Faustulus, qui va les porter à sa femme Lupa, pour les élever avec leurs enfants[15].
- Salon d'Anvers de 1828 : Une Sainte Famille, Un pèlerin et Une fille d'Albano, près de Rome[16].
- Salon de Gand (XIV) de 1829 : Une famille italienne demandant l'aumône devant une petite chapelle dédiée à la Ste Vierge, Un brigand qui dépouille une jeune personne de sa chaîne d'or, Un jeune Savoyard blessé au pied, sa petite sœur tâche de la consoler et Un jeune Savoyard coupant un morceau de pain, son chien le fixe dans l'espoir d'obtenir sa part[17].
- Salon de Bruxelles de 1830 : Un jeune Savoyard blessé, Un portrait et Tancrède blessé, soigné par Herminie ; épisode tiré de la Jérusalem délivrée[18].
- Salon de Gand (XV) de 1832 : Des enfants s'amusant à l'escarpolette et Petit Savoyard[19].
- Salon de Bruxelles de 1833 : Famille italienne implorant la Vierge pour la guérison d'un enfant et La Première communion[20].
- Salon d'Anvers de 1834 : L'Entrée solennelle d'un curé de campagne dans sa nouvelle paroisse[21].

##### 1835 - 1854
- Salon de Gand (XVI) de 1835 : Scène de l'opéra Le Rossignol[22].
- Salon de Bruxelles de 1836 : Fête de Dieghem[23].
- Salon de Gand (XVII) de 1838 : La Mère contemplant son enfant et Bac de passage[24].
- Salon de Bruxelles de 1839 : L'Indiscrète et Une scène de famille[25].
- Salon de Bruxelles de 1842 : Le Chasseur et la laitière et Grétry, enfant de chœur, complimenté par le chapitre de la collégiale Saint-Denis à Liège (médaille de vermeil)[26].
- Salon de Bruxelles de 1845 : Luca Jordano, dit Fa Presto, né à Naples en 1635, mort dans cette ville en 1707[27].
- Salon de Bruxelles de 1848 : L'Oiseau apprivoisé[28].
- Salon de Gand (XXI) de 1850 : Je crois que vous me trompez[29].
- Salon de Bruxelles de 1851 : Le Magicien et Le Repentir[30].
- Salon de Bruxelles de 1854 : Trait de dévouement de l'infante Isabelle[31].

#### Pays-Bas
- Exposition des maîtres vivants à Amsterdam en 1822 : La Glorification de Marie et Allégorie de la bataille de Waterloo[32].
- Exposition des maîtres vivants à Amsterdam en 1824 : Un pêcheur et ses deux enfants[32].
- Exposition des maîtres vivants à La Haye en 1825 : Un jeune berger[32].
- Exposition des maîtres vivants à Haarlem en 1825 : Une dame et un enfant meulant des ciseaux[32].
- Exposition des maîtres vivants à Amsterdam en 1828 : La Sainte Famille et Un pèlerin[32].
- Exposition des maîtres vivants à La Haye en 1841 : La Visite du médecin[32].

### Collections muséales
- Musées royaux des Beaux-Arts de Belgique (Bruxelles) : Tancrède blessé et soigné par Herminie, huile sur toile, inventaire no 70, format 175 × 210 cm, don de l'artiste avant 1838, mis en dépôt à la Chambre des Représentants à Bruxelles en 1859[33].
- Musée des Beaux-Arts de Gand : Œdipe accompagné de sa fille Antigone maudit son fils Polynice, huile sur toile, inventaire no 2005-AB, format 81,4 × 101,9 cm, transfert de la Société Royale des Beaux-Arts et de Littérature en 1883[34].
- Musée Broel de Courtrai, fermé en 2014, l'institution conservait une toile du peintre[35].